# موسوعة الامامة فی نصوص أهل السنة
موسوعه الامامه فی نصوص اهل السنه کتابی از سید شهاب الدین مرعشی نجفی است که در سال ۱۳۸۸ منتشر و در مراسم کتاب سال جمهوری اسلامی ایران به‌عنوان کتاب برگزیده معرفی شد.